# Национальная библиотека Бермудских островов
Национальная библиотека Бермудских островов - это национальная библиотека Бермудских островов, расположенная в столице страны Гамильтоне. Она была основана в 1839 году британским солдатом, администратором и метеорологом, губернатором Уильямом Рейдом, который занимал пост с 1839 по 1846 год, и в то время находился в здании Кабинета министров.

## Деятельность
Сейчас библиотека расположена в парке Пар-ла-Виль рядом с Куин-стрит и Пар-ла-вилль-роуд, между Черч-стрит и Фронт-стрит. Она открыта только в традиционные дневные часы с понедельника по пятницу и по субботам. Библиотека предлагает онлайн-услуги, доступные для жителей, которые зарегистрировались и получили членский номер.
Библиотека предоставляет следующие услуги:
- онлайн-каталог,
- EBSCO,
- сборник баз данных,
- цифровую коллекцию архивных изданий исторических газет, сохраненных на микрофишах,
- загрузку электронных книг,
- загрузку музыки Freegal,
- Проект «Гутенберг»,
- Britannica Online и услуги онлайн-обучения через Tutor.com для тех, у кого есть членство в библиотеке.

Цифровая коллекция предлагает онлайн-архив сохраненных работ, таких как Bermuda Recorder, датируемый 1933 годом (хотя газета началась в 1925 году), Royal Gazette с изданиями, датируемыми 1784 годом, Bermuda Sun, Mid-Ocean News, The Workers Voice, который является все еще издаются, журнал Fame и Bermuda Sports (1951–1957). Кроме того, вскоре они предложат цифровые издания Bermuda Life and Times и Bermuda Beacon.

## Главные библиотекари
- 1839-1853 Джон Р. Стивенс
- 1853-1879 Джозеф Ричардсон
- 1879-1880 Джозеф HS Фрит
- 1880-1886 Ред. Фредерик Д. Уорд
- 1886-1912 Флорентиус Фрит
- 1912-1940 Кэтрин Г. Сон
- 1940-1962 А. Элси Гослинг (MBE)
- 1962-1969 Мэри Грей
- 1969-1985 Мэри Скиффингтон
- 1985-1994 Сирил О. Паквуд
- 1994-1999 Грейс Роулинз
- 1999-настоящее время C. Joanne Brangman

## Примечание
1. ↑  A Brief History, Bermuda National Library. Дата обращения: 27 октября 2020. Архивировано 12 октября 2020 года.